# Ленчицьке воєводство
52°03′34″ пн. ш. 19°12′04″ сх. д. / 52.0595° пн. ш. 19.2011° сх. д.
Ленчи́цьке воєво́дство (лат. Palatinatus Lanciciensis, пол. Województwo łęczyckie) — адміністративно-територіальна одиниця Королівства Польського та Корони Польської в Речі Посполитій. Існувало в 1339—1793 роках. Створене на основі земель Ленчицького князівства. Входило до складу Великопольської провінції. Належало до регіону Великопольща. Розташовувалося в західній частині Речі Посполитої, на півдні Великопольщі. Головне місто — Ленчиця. Очолювалося ленчицькими воєводами. Сеймик воєводства збирався у Ленчиці. Мало представництво із 2 сенаторів у Сенаті Речі Посполитої. Складалося з 3 повітів. Станом на 1791 рік площа воєводства становила 4378,22 км². Населення в 1790 році нараховувало 80 731 осіб. Ліквідоване 1793 року під час другого поділу Речі Посполитої. Територія воєводства увійшла до складу провінції Західна Пруссія Прусського королівства.

## Повіти
- Бжезінський повіт → Бжезіни
- Ленчицький повіт → Ленчиця
- Орловський повіт → Орлов